# Казарян, Самвел Арменович
Самвел Арменович Казарян (род. 20 июля 1949, Армянская ССР, Ереван) — советский и армянский скульптор, график. Член Союза Художников Армянской ССР с 1982 года. С 1978 по 1990 преподавал скульптуру и рисунок в Ереванском художественно-театральном институте. С 1984 по 1987 — глава секции молодых художников СХ АССР. С 2008 года — член правления Союза Художников РА.

## Биография
Родился в 1949 году в Ереване (Армения) в семье преподавателей.
Отец — Армен Георгиевич Казарян (1917—1977) по образованию филолог.
Мать — Нина Оганесовна Саакян (1923—1998) окончила отделение восточных языков, филологического факультета Ереванского государственного университета.
С трёх лет Самвел начал лепить из пластилина. В 1955 мать взяла его на выставку изобразительного творчества детей во Дворец пионеров. Ознакомившись с экспонатами выставки, она предложила организаторам посмотреть работы Самвела. За них он получил первый в своей жизни похвальный лист.
Был зачислен в скульптурный кружок, где прошёл полный курс обучения с сентября 1955 года до мая 1964.
Под руководством преподавателя С.Петросяна Самвел добился больших успехов. Его работы демонстрировались на выставках, посвящённых 40-летию комсомола и 41-й годовщине Советской армии, на X, XI, XII Всесоюзных выставках изобразительного творчества детей и на десятках других.
В 1957 году в Брюсселе экспонировалась его скульптура «Лев и собачка», в Вене — «Человек и медведь», а в Нью-Йорке — скульптура «Робинзон Крузо». По просьбе посетителей выставок Самвела Ереванский радиокомитет организовал выступление мальчика по радио.
С 1964 по 1968 отучился в Ереванском государственном художественном училище им. П.Терлемезяна.
С сентября 1968-го до марта 1969 года проработал в Ереванском ювелирном заводе. Получил первый разряд в специальности ювелир-закрепщик.
Осенью 1969-го два месяца проработал в Ереванском фаянсовом заводе вплоть до призыва в Советскую армию в ноябре того же года.
В 1978 году окончил Ереванский художественно-театральный институт (с 1994 года Ереванская Государственная Художественная Академия).
С 1978 года — участник республиканских, всесоюзных и зарубежных выставок. С 1982 года — член СХ СССР.

## Создание памятника поэтессы Веры Звягинцевой
Идея возникновения подобного памятника возникла у литературоведа Левона Мкртчяна. Он был знаком с Верой Звягинцевой.
Самвел Казарян встретился с Левоном Мкртчяном осенью 1974 года во дворе Художественно-театрального института. Познакомила их преподаватель скульптуры Тереза Мирзоян. Она же и рекомендовала Л.Мкртчяну студента третьего курса Самвела для работы над предполагаемым памятником-надгробием Вере Звягинцевой.
Никакого опыта в подобых делах ни у Левона, ни тем более у Самвела в его 25 лет, не было. Как впоследствии выяснилось, и денег на это почти не было.
Ещё раз они встретились в декабре. Состоялся разговор с писателями, причастными к идее создания памятника — Сагател Арутюнян, Геворг Арутюнян, Сильва Капутикян. Одно из основных требований к памятнику сводилось к тому, что он должен быть ярко выраженно национальным — и по материалу, и по образному решению. Предположительно это должна была быть стела из туфа, по конфигурации и силуэту близкая к хачкару. Хачкар как таковой не требовался, поскольку при установке камня с крестом на могиле советского писателя в те годы могли возникнуть осложнения.
16 января 1975 года Самвел Казарян приехал в Москву. К тому времени прах Веры Звягинцевой захоронили на Переделкинском кладбище, и он с литературоведом Е. К. Дейч посетил могилу поэта. Тогда же в доме Е. К. Дейч Самвел встретил её племянницу Елену Малкину, с которой после трёх лет переписки поженился в 1978 году.
К весне 1975-го был сделан эскиз памятника, затем модель в глине. Их смотрели Левон Мкртчян и писатель-публицист Вардкес Петросян.
Памятник установили 27-го августа 1975 года. 29-го состоялось открытие.

## Призы и награды
- Премия на симпозиуме парковой скульптуры, Ташкент, Узбекистан «Равновесие» (мрамор) (1984)
- Серебряная медаль на Биеналле в Тбилиси, Грузия «Мелодия» (мрамор) (1984)
- Медаль за лучшую работу на республиканской выставке, Ереван «1915» (чёрный мрамор) (1985)
- Медаль за лучшую работу на международном симпозиуме парковой скульптуры, Иджеван, Армения «Цовинар» (мрамор) (1985)
- Медаль за лучшую работу на международном симпозиуме парковой скульптуры, Иджеван, Армения «Одинокий ангел» (туф) (1987)
- Медаль за лучшую работу на квадринале «Riga-88» Скульптура малых форм, Рига, Латвия «Мгер Младший» (камень), «Тревога» (базальт) (1988)
- Медаль за лучшую работу на квадринале «Riga-88» Парковая скульптура, Рига, Латвия «1915» (чёрный мрамор)(1988)
- Кубок на X Международном Биеналле Бронзовой скульптуры, Центр Данте, Равенна, Италия «Богоматерь» (бронза) (1992)
- Золотая медаль на XI Международном Биеналле Бронзовой скульптуры, Центр Данте, Равенна, Италия «Ворота Ада» (бронза) (1994)
- Золотая медаль на XIII Международном Биеналле Бронзовой скульптуры, Центр Данте, Равенна, Италия «Благовещение» (бронза) (1998)
- Премия за проект Памятника на 1700-летие Христианства в Армении для Вены, Австрия «Я свет миру» (бронза) (2001)

## Установленные работы
- Памятная стела поэтессе В.Звягинцевой (туф), Московская область, Переделкино, Россия (1975)
- Памятник павшим, «Прощание» (мрамор), с. Требужены, Молдова (1976—1977)
- «Адам и Ева» (туф), Ереван, Армения (1980)
- «Равновесие» (мрамор), Ташкент, Узбекистан (1984)
- «Буря» (мрамор), Бишкек, Киргизия (1985)
- «Вдохновение» (доломит) , Бишкек, Киргизия (1985)
- «Цовинар» (мрамор), Иджеван, Армения (1986)
- «Ангел-Спаситель» (туф), Иджеван, Армения (1987)
- «Бюст писателя С.Ханзадяна» (мрамор), Ереван, Армения (1999)
- Рельеф в алтарной части собора св. Гр. Лусаворич «Апостол Андрей» (камень), Ереван, Армения (2001)
- Памятная плита врачу-педиатру Б.Давтян (базальт), Ереван, Армения (2003)
- «Бюст композитора Комитаса» (бронза), Квебек, Канада (2005)

## Опубликованные графические работы
- Й. В. Гёте, «Эгмонт» (Обложка и первая страница), Ереван (1991)
- Ф. М. Достоевский, «Подросток» (Обложка, форзац), Ереван (2003)
- E. Hilzenrath, «Das Marchen Vom Letzen Gedanken» («Сказка о последней мысли»), Ереван (2008)
- Еженедельная газета «Эфир» № 4 (715), 24.01.2008, «Битва семи ангелов» (2000)
- Еженедельная газета «Эфир» № 47 (758), 20.11.2008, «Легенда об основании Эчмиадзина» (1994)
- Еженедельная газета «Эфир» № 20 (786) 14.05.2009, «Вне рамок» (1992)